# ОС БК-11
ОС БК-11 — операционная система для советских персональных компьютеров БК-0011 и БК-0011М. По сути являлась единственной «официальной» ОС для этих компьютеров, поддержанной производителем, и входила в комплект поставки компьютера. Будучи адаптированным для БК вариантом RT-11, являлась практически единственной профессиональной ОС для БК-0011(М). 
ОС БК-11 версии 1.0 была создана на базе версии 5.2 RТ-11. Драйвер НГМД BY был совместим по формату дискеты с драйвером MY от ДВК и драйвером MZ УКНЦ.
ОС БК-11 версии 1.1 стала поддерживать БК-0011М. 
В версии 2.3 были введены значительные усовершенствования: реализованы два режима работы - стандартный и виртуальный, в которых все части ОС и файл свопинга хранятся в скрытых страницах ОЗУ, что существенно сокращает число обращений к системному диску и ускоряет работу. Кроме того, был усовершенствован драйвер диска: введено отключение двигателя дисковода по таймеру, а также добавлен ряд SET-параметров для настройки драйвера на конкретный привод (количество дорожек, время перемещения с дорожки на дорожку, дорожка прекоррекции и др.). 
В 1991 г. вышла ОС БК-11 версии 4.0 на базе версии 5.4 RТ-11. Появилась Norton-подобная файловая оболочка InterCommander с поддержкой "мыши" (УВК-01).
Первоначально ОС БК-11 была довольно популярна, поскольку альтернативных вариантов не существовало. Не все имевшиеся ОС для БК-0010 работали на компьютерах БК-0011(М). Но вскоре для БК-0011(М) появилось много альтернативных ОС, и популярность ОС БК-11 стала быстро падать — прежде всего из-за несовместимости с компьютерами БК-0010(01), а также из-за того, что она использовала несовместимый с другими операционными системами для БК формат исполняемых файлов и файловую систему.